# اچ‌ام‌اس بلروفون (۱۹۰۷)
اچ‌ام‌اس بلروفون (۱۹۰۷) (به انگلیسی: HMS Bellerophon (1907)) یک کشتی بود که طول آن ۵۲۶ فوت (۱۶۰ متر) بود. این کشتی در سال ۱۹۰۷ ساخته شد.